# Stazione di Pilastrino
La stazione di Pilastrino è una fermata ferroviaria posta sulla linea Casalecchio-Vignola gestita dalle Ferrovie Emilia Romagna (FER). Serve la località di Pilastrino, frazione del comune di Zola Predosa.

## Storia
La fermata di Pilastrino venne attivata il 15 settembre 2003, contemporaneamente alla riattivazione della linea.

## Movimento
Il servizio passeggeri è costituito dai treni della linea S2A (Bologna Centrale - Vignola) del servizio ferroviario metropolitano di Bologna, cadenzati a frequenza oraria con rinforzi semiorari nelle ore di punta.
I treni sono effettuati da Trenitalia Tper nell'ambito del contratto di servizio stipulato con la regione Emilia-Romagna.
A novembre 2019, la stazione risultava frequentata da un traffico giornaliero medio di circa 393 persone (198 saliti + 195 discesi).

## Interscambi
La stazione è servita da due linee di autobus suburbani gestite da Tper: la linea 686 e la linea 674.